# Meuko Jurong
Meuko Jurong is een bestuurslaag in het regentschap Pidie Jaya van de provincie Atjeh, Indonesië. Meuko Jurong telt 225 inwoners (volkstelling 2010).